# Cardia Jackson
Cardia Jackson (Monroe, 13 aprile 1988) è un ex giocatore di football americano statunitense che ha militato nel ruolo di linebacker nella National Football League (NFL). Dopo non essere stato scelto nel corso del Draft NFL 2010 firmò coi St. Louis Rams. Al college ha giocato a football all'Università della Louisiana a Monroe.

## Carriera professionistica

### St. Louis Rams
Dopo non essere stato selezionato nel Draft 2010, Jackson firmò coi St. Louis Rams il 25 aprile 2010. Prima dell'inizio della stagione regolare, il giocatore fu svincolato.

### Green Bay Packers
Dopo la fine dell'esperienza ai Rams, Jackson si trasferì ai Green Bay Packers per giocare nella squadra di allenamento. A fine stagione, con la vittoria di Green Bay sui Pittsburgh Steelers nel Super Bowl XLV, Jackson si laureò campione NFL.

## Palmarès
- Super Bowl : 1

Green Bay Packers: Super Bowl XLV
- National Football Conference Championship: 1

Green Bay Packers: 2010